# Tilos
Tilos (grekiska: Τήλος, Telos, Tilos, under antiken Αγαθούσσα, Agathoussa) är en grekisk ö. Den ligger i södra Egeiska havet, mellan Rhodos och Kos, och tillhör ögruppen Dodekaneserna. Huvudorten är Megalo Chorio. Folkmängden är omkring 780 personer, och arean 61 kvadratkilometer.

## Historia
Tilos första bosättning är från 1500-talet f.Kr. På 600-talet f.Kr. utvandrade många av öns invånare till Sicilien och grundade staden Gela. På 400-talet f.Kr. blev Tilos medlem i Attiska sjöförbundet och kunde behålla suveräniteten och självständigheten till slutet av det peloponnesiska kriget. På 100-talet f.Kr. erövrades ön av romarna.
Johanniterriddarna på Rhodos ockuperade Tilos på 1300-talet. På 1500-talet erövrades ön av turkarna som behöll den ända till 1912, då den intogs av italienarna. Ön införlivades med Grekland 1948.
I slutet av 1910-talet hade Tilos omkring 4 000 invånare, varav de flesta var greker.

## Sevärdheter
På ön finns bland annat en grotta där man sedan 1970-talet grävt fram lämningar efter dvärgelefanter. En del av fynden finns utställda på ett litet museum i den administrativa huvudorten Megalo Chorio.